# Thord Brenner
Thord Johannes Brenner, född 1 februari 1892 i Helsingfors, död där 18 mars 1949, var en finländsk geolog.
Brenner blev filosofie doktor 1932. Han anställdes 1921 vid Järnvägsstyrelsens geotekniska avdelning och blev senare dess chef, utnämndes 1945 till docent i geologi vid Helsingfors universitet och blev 1948 den första innehavaren av en nyinrättad professur i grundbyggnad och jordbyggnadsmekanik vid Tekniska högskolan. I sina vetenskapliga avhandlingar framlade han forskningsresultat bland annat beträffande ombildningen av Fennoskandias yta efter den senaste istiden. 